# Etirken
Etirken (en rus: Этыркэн) és un poble (un possiólok) del krai de Khabàrovsk, a Rússia, que el 2018 tenia 567 habitants. Pertany al districte rural de Verkhnebureïnski.